# 森村さき
森村 さき（もりむら さき、1995年9月22日 - ）は、京都府出身のグラビアアイドル。アートアップ所属。

## 作品

### DVD
- ピュア・スマイル（2015年8月21日、竹書房）[1]
- 聖女伝説（2015年11月27日、スパイスビジュアル）[2]
- SMILE BOMB（2016年2月26日、スパイスビジュアル）[3]
- マシュまろ（2016年5月27日、スパイスビジュアル）[4]
- 触れられて…（2016年8月26日、スパイスビジュアル）[5]
- 私の彼は年上（2016年11月25日、スパイスビジュアル）[6]
- Last Feel（2017年3月24日、スパイスビジュアル）